# Dasychira obliquilinea
Dasychira obliquilinea är en fjärilsart som beskrevs av Fawcett 1915. Dasychira obliquilinea ingår i släktet Dasychira och familjen tofsspinnare. Inga underarter finns listade i Catalogue of Life.